# Битва ста полков
«Битва ста полков» (кит. упр. 百團大戰, пиньинь Bǎituán dàzhàn, палл. Байтуань дачжань) — крупнейшая наступательная операция 8-й армии НРА под руководством КПК против японских оккупационных войск. Началась 20 августа 1940 года и завершилась 5 декабря того же года.

## Военно-стратегическая ситуация
Истоки операции относятся к июлю 1940 года, когда Генеральный штаб национально-революционной армии получил данные о подготовке японцами силами 3-4 пехотных дивизий со средствами усиления наступательной операции в направлении Лоян — Тунгуань и далее на Сиань с задачей овладеть западным участком Лунхайской железной дороги и тем лишить центральные провинции Китая связи с Ланьчжоу — основной базой снабжения оружием, поступающим из Советского Союза. По мнению оперативного управления генерального штаба, замыслы японцев были реальны и сил для их выполнения у японцев было достаточно.
Планы наступления на этом северном направлении японским генеральным штабом вынашивались еще в октябре 1938 года, но тогда победили сторонники южного направления на Кантон (Гуаньчжоу). Считалось, что сейчас наступила очередь западного направления. Генеральный штаб НРА направил директивы Янь Сишаню, Вэй Лихуану и специальную телеграмму Чжу Дэ. Требовалось усилить оборону Лоянского и Тунгуаньского направлений и принять меры к срыву готовящейся японской операции.
В это время партизаны и части 8-й армии занимали районы, выгодные для атаки расположенных по дорогам в южной Шаньси 41-й и 36-й японских пехотных дивизий. К северу от дороги Чжэндин — Тайюань, где действовала 120-я дивизия Хэ Луна, имелась возможность нанести удар 26-й и 110-й японским пехотным дивизиям. До сих пор войска Чжу Дэ операции против японцев не вели, а действовать по промежуткам у них не было возможности, так как они были заняты партизанами и частями центрального подчинения, которые также дорожили занимаемыми районами. Создавалась обстановка, при которой без серьезных боев против японцев или конфликтов с частями центрального подчинения 8-я армия не могла восстановить связь и пути подвоза и эвакуации с Шэньси-Ганьсу-Нинсяским советским районом. Полученная от Чан Кай-ши телеграмма предоставляла такую возможность без особых помех.
В Яньане было принято решение подготовить операцию с главной целью обеспечить условия переговоров КПК с гоминьданом по вопросам партизанских баз и границ Шэньси-Ганьсу-Нинсяского советского особого района. Было задумано деблокировать некоторые части и отряды 129-й и 115-й дивизий, действующих в южной Шаньси, и установить их связь с другими партизанскими районами; нарушить коммуникации японцев и тем сорвать готовящееся ими наступление на юго-запад.

## Ход сражения
Военные силы КПК составляли накануне битвы около 400 000 человек или 115 полков. Между тем, Япония располагала на этот счёт более старыми сведениями, которые отличались от действительных цифр в несколько раз в меньшую сторону. Это было связано с многократным пополнением численности китайских войск за предшествовавшие пару лет.
Данное обстоятельство побудило Чжу Дэ и других военачальников НОАК сосредоточить практически все свои войска (46 полков из 115-й Дивизии, 47 полков из 129-й Дивизии и 22 полка из 120-й Дивизии) в борьбе против японских захватчиков. До 10 сентября был завершен первый этап этого сражения. Войска 4-й, 8-й армий, а также партизанские соединения выступили против японских оккупантов в провинциях Шаньси, Чахар, Хубэй и Хэнань, нанося удары по японским коммуникациям.
Второй этап операции начался 20 сентября и сводился к действиям против блокированных японских гарнизонов, третий — 6 октября 1940 года, в ходе него китайские войска отражали контрнаступление подразделений японской армии. Всего китайскими военными были уничтожены около 960 километров железнодорожного полотна, сотни мостов и туннелей, а также крупная угольная шахта, имевшая важное значение для японской промышленности.

## Результаты

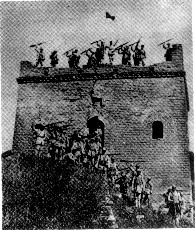
8-я армия захватила перевал Ньянцзы.

В ходе боевых действий военные части КПК заняли территорию с населением более 5 миллионов человек, 73 населённых пункта. Было проведено 1824 боя с японскими войсками, убито и ранено более 20.9 тыс. японских солдат и офицеров, не считая военнослужащих коллаборационистских войск на территории Китая, захвачено свыше 5400 винтовок, 200 пулемётов, 200 гранатомётов, 16 орудий и большое количество боеприпасов. Потери НОАК составили 22 тыс. человек. Также было разрушено 500 км железных и около 1500 км шоссейных дорог, взорвано 260 мостов.
Битва стала крупнейшей из побед коммунистического Китая в годы Второй мировой войны. Однако с октября по декабрь японцы ответили контратаками, в результате которых смогли вернуть контроль над многими захваченными городами и станциями.
Ответом японских войск на Битву ста полков также стало широкое применение ими тактики трёх «всех» («убить всё, сжечь всё, ограбить всё»).